# Schulterkogelhütte
Die Schulterkogelhütte auf der Lavanttaler Seite der Saualm ist ein Ausflugsgasthof, der von der Stadt Wolfsberg als eigene Ortslage geführt wird.
Die Hütte liegt unweit der Klippitztörl Straße, unterhalb des namensgebenden Gipfels des Schulterkogels.

## Belege
1. ↑  Ortsverzeichnis Kärnten 2001. In: statistik.at. Statistik Austria, abgerufen am 19. April 2024.